# مسابقات ورزش‌های آبی اروپا ۱۹۹۳
مسابقات ورزش‌های آبی اروپا ۱۹۹۳ از ۳ تا ۸ آگوست ۱۹۹۳ در شهر شفیلد، انگلستان برگزار شده است.

## جدول مدال‌ها
میزبان 
| رتبه  | کشور           | طلا | نقره | برنز | مجموع |
| ۱     | آلمان          | ۱۵  | ۶    | ۸    | ۲۹    |
| ۲     | روسیه          | ۱۲  | ۱۲   | ۵    | ۲۹    |
| ۳     | مجارستان       | ۶   | ۴    | ۲    | ۱۲    |
| ۴     | ایتالیا        | ۳   | ۲    | ۲    | ۷     |
| ۵     | فنلاند         | ۳   | ۱    | ۰    | ۴     |
| ۶     | فرانسه         | ۲   | ۵    | ۲    | ۹     |
| ۷     | بریتانیای کبیر | ۱   | ۳    | ۸    | ۱۲    |
| ۸     | هلند           | ۱   | ۳    | ۳    | ۷     |
| ۹     | اسپانیا        | ۱   | ۱    | ۳    | ۵     |
| ۱۰    | جمهوری چک      | ۱   | ۰    | ۴    | ۵     |
| ۱۱    | بلژیک          | ۱   | ۰    | ۰    | ۱     |
| ۱۱    | لهستان         | ۱   | ۰    | ۰    | ۱     |
| ۱۳    | سوئد           | ۰   | ۶    | ۳    | ۹     |
| ۱۴    | اوکراین        | ۰   | ۱    | ۲    | ۳     |
| ۱۵    | نروژ           | ۰   | ۱    | ۱    | ۲     |
| ۱۶    | رومانی         | ۰   | ۱    | ۰    | ۱     |
| ۱۶    | اسلواکی        | ۰   | ۱    | ۰    | ۱     |
| ۱۸    | بلاروس         | ۰   | ۰    | ۱    | ۱     |
| ۱۸    | کرواسی         | ۰   | ۰    | ۱    | ۱     |
| ۱۸    | لیتوانی        | ۰   | ۰    | ۱    | ۱     |
| ۱۸    | اسلوونی        | ۰   | ۰    | ۱    | ۱     |
| مجموع | مجموع          | ۴۷  | ۴۷   | ۴۷   | ۱۴۱   |